# Kontrolní body buněčného cyklu

Schema buněčného cyklu s vyznačením regulačních cyklin/CDK komplexů

Kontrolní body buněčného cyklu jsou mechanismy zajišťující maximálně bezchybné dělení eukaryotických buněk. Tyto kontrolní body ověřují, zda byly úspěšně dokončeny všechny procesy probíhající v dané fázi buněčného cyklu, předtím, než buňka postoupí do další fáze. Bylo nalezeno několik takových kontrolních bodů, u některých z nich však mnohým detailům jejich mechanismu zcela nerozumíme.

## Funkce
Důležitou funkcí mnoha kontrolních bodů je dohled nad poškozením DNA, které detekují senzorové mechanismy. Jakmile je poškození zjištěno, kontrolní bod využívá signálních mechanismů buď k pozastavení buněčného cyklu, dokud není poškození opraveno, nebo – v případě vážného poškození, které nelze opravit – ke spuštění programované buněčné smrti (efektorový mechanismus). Všechny kontrolní body dohlížející nad poškozením DNA používají zřejmě stejný mechanismus senzor–signál–efektor.
Průběh buněčného cyklu (podle Templa & Raffa, 1986) byl původně přirovnáván k hodinám. To by však znamenalo, že jednotlivé fáze nastávají v závislosti na jakýchsi vnitřních hodinách buňky, které řídí, jak dlouho bude daná fáze trvat. V dnešní době je buněčný cyklus naopak připodobňován spíše k dominovým kostkám, kde musí být každá fáze nejprve ukončena (pád dominové kostky), aby mohla buňka pokračovat do další (počátek pádu následující kostky). Kontrolní body jsou proto zprostředkovány kaskádami protein kináz a adaptorových proteinů, které hrají všechny důležitou roli při udržování celistvosti buněčného cyklu.
Určité kontrolní body zřejmě existují v každém okamžiku buněčného cyklu. Kontrolní bod, který hlídá poškození DNA, zůstává stále aktivní. Většina lidských buněk se nicméně na konci vývoje diferencuje a buněčný cyklus musí opustit. V pozdní G1 fázi buňka prochází tzv. restrikčním bodem (RP, restriction point); v tomto okamžiku buňky, které by se měly přestat dělit (tj. diferencované nebo poškozené) z buněčného cyklu vystupují a vstupují do G0. Jedny z mála buněk, které se i nadále nepřetržitě dělí jsou např. hematopoetické kmenové buňky nebo endoteliální buňky střeva. Návrat do buněčného cyklu je tak možný pouze po úspěšném průchodu RP; ten je umožněn expresí proteinu cyklinu D indukovanou růstovými faktory. Po dosažení dostatečné koncentrace cyklinu D dokáže buňka překonat bariéru pro výstup z G0 a může dále pokračovat v buněčném cyklu.
Hlavními kontrolními body řídícími buněčný cyklus eukaryotických buněk jsou:

## Kontrolní bod v G1
První kontrolní bod se nachází na konci G1 fáze, těsně před vstupem do S fáze; zde se děje klíčové rozhodnutí, zda se bude buňka dělit, dělení bude oddáleno, nebo buňka vstoupí do klidové fáze. Většina buněk v tomto stádiu zastavuje a přechází do klidové G0 fáze. Jaterní buňky kupříkladu procházejí mitózou 1–2× ročně. Na kontrolním bodu G1 se eukaryotické buňky typicky zastavují, je-li buněčné dělení znemožněno okolními podmínkami, nebo pokud má buňka na delší dobu vstoupit do G0 fáze. V živočišných buňkách je tento kontrolní bod nazýván restrikčním bodem, v kvasinkách bodem startovním. Restrikční bod je řízen především činností CKI-p16 (CDK inhibitor p16). Tento protein inhibuje CDK4/6 a zajišťuje tak, že nemůže interagovat s cyklinem D1 a umožnit tak pokračování buněčného cyklu. Je-li buňka růstovými faktory nebo onkogeny stimulována ke zvýšení exprese cyklinu D, je tento kontrolní bod překonán, protože zvýšená koncentrace cyklinu umožňuje kompetovat s CKI-p16 o vazbu na CDK4/6. Jakmile vzniknou aktivní komplexy CDK4/6-cyklin D, fosforylují tumor-supresorový protein pRb (retinoblastom), který následně aktivuje dosud inhibovaný transkripční faktor E2F. E2F putuje do jádra a vazbou na příslušný promotor umožňuje expresi cyklinu E, který následně s CDK2, umožňuje přechod G1/S.

## Kontrolní bod v G2
Druhý kontrolní bod se nachází na konci G2 fáze a bezprostředně rozhoduje o vstupu do M fáze (mitózy). Aby buňka prošla tímto kontrolním bodem, je nutné zkontrolovat řadu faktorů rozhodujících, zda je buňka připravena ke vstupu do mitózy; rozhodující je zejména bezchybné a kompletní dokončení replikace chromozomální DNA. Kontrolní bod je G2 překonán aktivací CDK1 (dříve označovaná jako MPF, z angl. maturation promoting factor nebo mitosis promoting factor).
Důležitým molekulárním mechanismem tohoto kontrolního bodu je činnost aktivační Cdc25 fosfatázy, která z CDK1/MPF odstraňuje inhibiční fosfátovou skupinu. V případě poškození DNA před vstupem do mitózy je inaktivací Cdc25 fosfatázy (fosforylací dalšími protein kinázami) buněčný cyklus zastaven, aby nedošlo k dělení buňky s poškozenou DNA.

## Kontrolní bod vanafázi
Na konci metafáze je pro správný rozchod chromozomů nezbytná kontrola, jsou-li všechny chromozomy správně navázány na kinetochorové mikrotubuly dělicího vřeténka. Vazbou na dělicí vřeténko vzniká v chromozomech mechanické napětí, které je vnímáno regulačními proteiny a umožňuje zahájení anafáze. Dochází k degradaci cyklinu B, který dosud inhiboval APC (anaphase promoting complex). APC může nyní polyubikvitinovat a tím degradovat sekurin, protein sloužící jako inhibitor separázy. Separáza následně štěpí proteinové prstence kohezinu, které do metafáze u sebe udržuje sesterské chromatidy. Jakmile jsou chromatidy odděleny, dochází k jejich oddalování (anafáze, telofáze) a následné cytokinezi, po níž se dceřiné buňky opět dostávají do G1.